# Classe America
Les navires de classe America (anciennement LHA (R)) sont des navires d'assaut amphibie (Landing Helicopter Assault selon la Système de désignation des bâtiments de l'US Navy), conçus pour déployer des forces terrestres sur des rivages ennemis. Leur mise en service a eu lieu en 2014.

## Caractéristiques
Basés sur l'USS Makin Island (LHD-8), actuellement en construction, ils remplacent les Landing Helicopter Assault (LHA) de classe Tarawa.
Le groupe aérien standard, prévu en 2019 pour les années 2020, est de 5 avions de combat à décollage court et appontage vertical F-35B Lightning II, 12 convertibles MV-22 Osprey, 6 hélicoptères d’attaque (4 AH-1Z Viper et 2 UH-1Y Venom), 4 hélicoptères de transport lourds du type CH-53E Super Sea Stallion et 2 hélicoptères MH-60S Seahawk pour les opérations de recherche et de sauvetage. Cette composition peut varier en fonction des missions.
1 700 Marines peuvent être embarqués a bord.
Les deux premiers de la série n'ont pas de radier, les cinq suivants en auront, permettant le transport d'embarcations de débarquement (jusqu'à 3 aéroglisseurs LCAC ou des LCU).

## Historique
L'USS America (LHA-6) est mis sur cale en juillet 2009. Baptisé le 20 octobre 2012, il entre en service en octobre 2014. Le coût de ce premier bâtiment est annoncé à 3,4 milliards de dollars américains.
Le deuxième navire de cette classe, l'USS Tripoli (LHA-7) est mis sur cale le 20 juin 2014 et entre en service en février 2020, avec 2 années de retard.
Contrairement aux deux premiers, les cinq unités suivantes devraient être équipées d'un radier pour abriter des engins de débarquement (chalands ou LCAC).

## Liste des navires
| no coque | Nom                   | Construction    | Lancement    | Mise en service | Statut          |
| -------- | --------------------- | --------------- | ------------ | --------------- | --------------- |
| LHA-6    | USS America           | 17 juillet 2009 | 4 juin 2012  | 11 octobre 2014 | En service      |
| LHA-7    | USS Tripoli           | 22 juin 2014    | 1er mai 2017 | 28 février 2020 | En service      |
| LHA-8    | USS Bougainville (en) | janvier 2019    | octobre 2023 |                 | En construction |
| LHA-9    | USS Fallujah          | septembre 2023  |              |                 | En construction |
| LHA-10   | USS Helmand Province  |                 |              |                 | En construction |

## Navires comparables
- Classe Wasp
- Classe Juan Carlos I
- Classe Mistral